# Lohmen (Sasko)
Lohmen je obec v německé spolkové zemi Sasko. Nachází se v zemském okrese Saské Švýcarsko-Východní Krušné hory nedaleko Národního parku Saské Švýcarsko a má přibližně 3 100 obyvatel.

## Geografie
Obec Lohmen sousedí na západě s okresním městem Pirna, na jihu zasahuje téměř k břehům Labe. Tvoří ji stejnojmenná ves (přibližně uprostřed obce) a čtyři místní části: na severozápadě a západě Mühlsdorf a Daube, na jihozápadě Doberzeit a Uttewalde na jihovýchodě. Samotná Lohmen je kopcem rozdělena na tři části: Oberlohmen, Mittellohmen a Unterlohmen. Lohmen a Mühlsdorf mají sídelní strukturu lesně-rolnických vsí, zbylé tři jsou okrouhlice.

## Historie
Vesnice je v písemných pramenech poprvé zmiňována roku 1292. Název pochází ze staroslověnského „lom“ (česky také lom). V oblasti vznikly již kolem roku 1200 první pískovcové lomy a brzy poté další ve vzdálenějším okolí. Vesnice a panství Wehlen-Lohmen patřilo až do roku 1543 pánům ze Schönburgu, poté připadly markraběti Mořici Saskému. Roku 1567 je daroval jeho nástupce a bratr, saský kurfiřt August, svému komorníkovi Johannovi Jenitzovi. Z Jenitzova dědictví odkoupil ves zpět kurfiřt Christian I. Panství bylo krátce nato přičleněno k hohnštejnskému panství, v 19. století se stalo součástí hejtmanství Pirna. Od roku 1875 je v provozu nádraží na železniční trati Kamenz – Pirna.
Po druhé světové válce byly k obci Lohmen postupně přičleněny následující, původně samostatné, obce: 1950 Mühlsdorf, 1961 Uttewalde a 1969 Doberzeit.

## Správní členění
Lohmen se dělí na 5 místních částí.
- Daube
- Doberzeit
- Lohmen
- Mühlsdorf
- Uttewalde

## Starostovské volby 2022
Ve starostovských volbách 12. června 2022 byla starostkou zvolena Silke Großmann (CDU), který získala 93,0 % hlasů.

## Pamětihodnosti
- Skalní útvar Bastei
- Ruiny skalního hradu Neurathen (Ratný)
- Největší pomník Richarda Wagnera na světě
- Nově postavený zámek (sídlo místních úřadů)
- Evangelický vesnický kostel postavený roku 1789 v klasicistním slohu. Jeho autorem byl žák význačného stavitele Georga Bähra. Téměř totožný kostel stojí ve vsi Uhyst am Taucher (místní část obce Burkau). Stavba má tu zvláštnost, že na boku kostela umístěná věž je v jedné přímce s oltářem, kazatelnou a varhany. Se svými 835 místy je největší sakrální stavbou Saského Švýcarska a zároveň jedním z největších vesnických kostelů v Sasku.

## Osobnosti
- Bruno Barthel (1885–1956): básník píšící v saském dialektu a vlastivědec
- Carl Heinrich Nicolai (1739–1823): učitel, teolog, průvodce a spisovatel

## Partnerská města
- Lohmen v Meklenbursku-Předním Pomořansku, Německo (od roku 1990, rozšíření spolupráce roku 2006)
- Oberteuringen, Německo (od roku 1991)
- Pielgrzymka, Polsko (od roku 1996)
- Svoboda nad Úpou, Česko (od roku 2004)